# Draaiorgel de Gouwe
Draaiorgel de Gouwe is een Nederlands straatorgel dat als Gavioli-dansorgel werd gebouwd.

## Geschiedenis
Het bouwjaar van het orgel is niet bekend. Het orgel, met een jugendstil front, fungeerde aanvankelijk als dansorgel. In 1922 werd het orgel verkocht aan een café met dansgelegenheid in Zaandam waar het de naam De Ouwe Muus kreeg. Bij een brand in het café liep het orgel lichte schade op en Carl Frei verbouwde het daarna tot straatorgel. Omdat de zijpanelen in het front een opkomende zon uitbeelden en met bladgoud waren belegd, kreeg het de naam De Gouwe. Na vele eigenaren kwam het orgel terecht bij Gijs Perlee en werd het orgel in Leeuwarden verhuurd bij de familie Tolsma.
De beelden op het orgel waren afkomstig van Draaiorgel 't Gasparientje. De twee bellendames zijn verplaatst naar het Draaiorgel het Snotneusje, dat eigendom is van het Amsterdams Historisch Museum.
In 1957 werd het orgel aangereden door een PAX-zandauto, maar werd daarna weer hersteld.

## Museum
In 1985 kocht Freddy Heineken het orgel van de familie Perlee. Het orgel bevindt zich tegenwoordig in de collectie van het Haarlems draaiorgelmuseum geëxploiteerd door de stichting het Kunkels Orgel. . Het orgel is opgenomen op de lijst van mobiel erfgoed.